# Neocrambus wolfschlaegeri
Neocrambus wolfschlaegeri är en fjärilsart som beskrevs av Karl Schawerda 1937. Neocrambus wolfschlaegeri ingår i släktet Neocrambus och familjen Crambidae. Inga underarter finns listade i Catalogue of Life.